# Tasikrejo
Tasikrejo is een bestuurslaag in het regentschap Pemalang van de provincie Midden-Java, Indonesië. Tasikrejo telt 5085 inwoners (volkstelling 2010).